# Chitosan
Chitosan er et polysakkarid, som er opbygget af to sukkerenheder: D-glucosamin og N-acetyl-D-glucosamin. Chitosan fremstilles ved deacetylering af kitin, som findes i exoskelettet i f.eks. skaldyr. Chitosan bruges i kosmetik, fødevarer og medicin som stabilisator, til flokkulering eller ionbinding.
Stoffet anses for at være helt ufarligt, og da det også er biologisk nedbrydeligt, bruges det industrielt i stor mængde.

## Fremstilling
Chitosan fremstilles ved deacetylering af kitin. Dette foregår i enten svagt sur eller basisk opløsning. Kitin udvindes ofte fra rejeskaller, som udover kitin også indeholder kalk. Ved fremstilling af chitosan med syre vil noget af syren neutraliseres af kalken, og der skal derfor bruges mere syre end base i processen. Økonomisk kan det derfor bedst betale sig at benytte basisk deacetylering som fremstillingsprocess.

## Kemi
Chitosan har en positiv ladning ved neutral pH, og kan reagere med forbindelser, der har mere end en negativ ladning, således at der dannes en gel. Reaktionen kaldes krydsbinding. Eksempler på sådanne kemiske forbindelser er tripolyfosfat og citronsyres anion, citrat. Chitosan kan absorbere store mængder vand, og de resulterende geler er derfor meget vandholdige.
| Kemi | Spire Denne artikel om kemi er en spire som bør udbygges. Du er velkommen til at hjælpe Wikipedia ved at udvide den. |